# Thetan
Thetan är, enligt scientologins läror "personen själv, inte hans kropp eller namn, det fysiska universumet, hans sinne eller något annat; det som är medvetet om att vara medvetet; identiteten ÄR individen". , med andra ord har man inte en thetan utan man är en thetan.  Begreppet är jämförbart med "själ" inom andra religioner. Enligt Scientologikyrkan används inte begreppet "själ" eftersom det haft så många användningar inom andra religioner att det inte kan beskriva vad thetan är. Ordet "thetan" kommer från grekiskans "theta" (Θ)  ("theta" är för övrigt ett annat begrepp inom scientologin som betyder "livskraft"). Thetanen använder sitt sinne som ett kontrollsystem mellan sig själv och det fysiska universumet. Kroppen, inklusive hjärnan, är thetanens kommunikationscenter.  Thetanen är odödlig och när kroppen dör lämnar thetanen kroppen och ""avlägger rapport", fås att glömma allt, och sedan skickas tillbaks till jorden till en ny kropp strax innan den föds." (enligt Hubbard är rapportområdet för de flesta personer på Mars, men i vissa fall på jorden eller andra platser i solsystemet. Rapportstationerna skyddas av skärmar. Den senaste marsianska rapportstationen på jorden anlades i Pyrenéerna.).
Enligt scientologins läror är thetanen källan till livet självt och thetanen kan, genom scientologins tekniker, uppnå ett högre medvetande, vilket leder dels till att man inte är bunden till sin kropp och dels till diverse förbättrade egenskaper såsom andlig frihet och intelligens  och kontroll över MEST (matter, energy, space, time). Istället för att vara bunden till MEST-universumet ska man kunna verka i theta-universum.

## Hemliga läror
Enligt de hemliga lärorna om Xenu har varje människa, förutom sin egen thetan, dessutom så kallade "kroppsthetaner" som fäst sig vid ens kropp som parasiter efter att de förlorat sina kroppar när de sprängdes av vätebomber för 75 miljoner år sedan. Genom scientologernas avancerade kurser ska man kunna "auditera" bort dessa kroppsthetaner och befria sig från deras negativa inflytande och på så sätt bli en opererande thetan (OT).